# Символи префектури Токіо

Знак Токіо на парадному вході будівлі Токійського столичного уряду.

Си́мволи То́кіо — особливі знаки та об'єкти, що уособлюють японську столицю Токіо й офіційно використовуються владою Токіо для ідентифікації. До них належать герб, прапор, знак, прапор зі знаком, квітка, дерево і птах Токіо. Зображення символів широко використовуються в офіційній документації, рухомому і нерухомому майні столиці. З кінця 20 століття найуживанішим є знак Токіо у вигляді листка дерева гінкго.

## Опис
| Герб Токіо (яп. 東京都紋章, とうきょうともんしょう, МФА: [toːkʲoːto monɕoː]) — емблема у вигляді сонця з шістьма променями. Є стилізацією ієрогліфів 日本 (Японія) та 東京 (Токіо). Промені освітлюють Небо, Землю і чотири сторони світу, символізуючи велич Імператорської столиці. Автор емблеми — Ватанабе Хіромото. Виконана всупереч правилам геральдики, тому власне гербом не є. Початково була емблемою міста Токіо, затвердженою на міській раді в грудні 1889 року. 2 листопада 1943 року отримала статус емблеми метрополії. Пояснення емблеми було прийняте 8 листопада того ж року. |
| Знак Токіо (яп. 東京都シンボルマーク , とうきょうとしんぼるまあく, МФА: [toːkʲoːto ɕimboɾumaːku̥]) — емблема у вигляді листка дерева гінкго дволопатеве яскравого зеленого кольору. Має форму латинської «T», першої літери слова «Токіо». Утворена трьома півкругами і символізує працьовитість, процвітання і душевний спокій. Обрана з 20 кандидатів Комітетом знаку Токіо метрополії і затверджена 1 червня 1989 токійською адміністрацією з нагоди святкування 100-літнього ювілею від заснування міста Токіо. Використовується нарівні з гербом Токіо.                                       |
| Прапор Токіо (яп. 東京都旗, とうきょうとき, МФА: [toːkʲoːto kʲi̥]) — прямокутне полотнище едоського фіолетового (пурпурного) кольору, з гербом Токіо білого кольору по центру. Співвідношення сторін прапора становить 2 (вертикальна) до 3 (горизонтальна). Вертикальна висота герба становить 4/6 висоти вертикальної сторони прапора. Затверджений 1 жовтня 1964 року. |
| Прапор Токіо зі знаком (яп. 東京都シンボル旗, とうきょうとしんぼるはた, МФА: [toːkʲoːto ɕimboɾu hata]) — прямокутне полотнище білогокольору із знаком Токіо знаком кольору по центру. Співвідношення сторін прапора становить 2 (вертикальна) до 3 (горизонтальна). Вертикальна висота знаку становить 33/55 висоти вертикальної сторони прапора. Затверджений 30 вересня 1989 року. Використовується нарівні з прапором Токіо. |
| Квітка Токіо — Вишня Йосіно (яп. 染井吉野, そうめいよしの, МФА: [somei̯ joɕino]; лат. Prunus × yedoensis). Гібридна сакура, виведена у 19 столітті в селі Сомей, на території району Тосіма, Токіо. Має густий і пишний цвіт. У вітряну погоду пелюстки сакури опадають немов сніг. Обрана 22 березня 1954 року населенням столиці в результаті всеяпонського конкурсу «Квітка батьківщини», що проводився Японською телерадіомовною компанією за підтримки японського уряду. Затверджена 28 червня 1984 року після додаткового опитування мешканців Токіо.                                        |
| Дерево Токіо — Гінкго дволопатеве (яп. 銀杏, いちょう, МФА: [it͡ɕoː]; лат. Ginkgo biloba). Це реліктова рослина, що вціліла лише в Японії і частині Китаю. Стійке до вогню, комах і забруднення довкілля. Широко використовується для озеленення столиці. Обране 14 листопада 1966 року з трьох кандидатів (гінко, сакура, в'яз) в результаті громадського опитування, що проводилося в жовтні того ж року. Офіційно не затверджене підзаконними актами. |
| Птах Токіо — Мартин звичайний (яп. 百合鴎, ゆりかもめ, МФА: [juɾʲi kamome]; лат. Larus ridibundus). Перелітний птах родини Мартини. Має біле пір'я, червоні лапи і дзьоб. Прибуває в Японії з Сибіру і Камчатки. Зимує в Токіо з жовтня по квітень в районі Токійської затоки, річок Суміда й Тама. Оспіваний у японській поезії та літературі як «столичний птах» — міякодорі. Затверджений 2 жовтня 1965 року в результаті громадського опитування мешканців Токіо. |